# Endotoxin

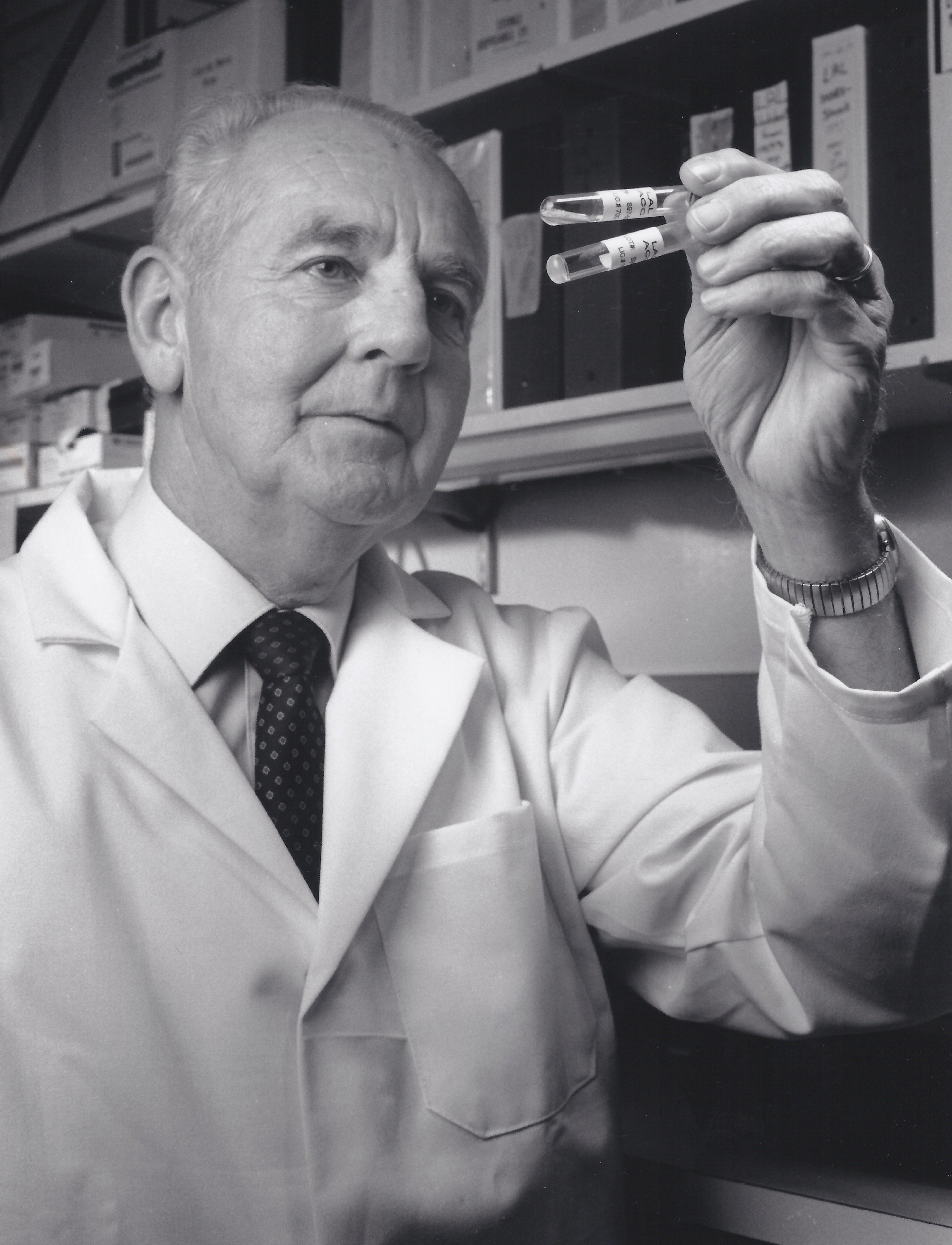
Don Hochstein hält Röhrchen mit Endotoxin von Gram-negativen Bakterien.

Endotoxine (altgriechisch ἔνδον endon „innen, innerhalb“ und altgriechisch τοξικόν toxikón -toxin „Gift“) sind eine Klasse in der Natur vorkommender chemischer Verbindungen. Sie sind Zerfallsprodukte von Bakterien, die im Menschen zahlreiche physiologische Reaktionen auslösen können.

## Definition
Endotoxine sind Bestandteil der äußeren Zellmembran (OM = outer membrane) von gramnegativen Bakterien oder Cyanobakterien. Chemisch sind es Lipopolysaccharide (LPS), die aus einem hydrophilen Polysaccharid- und einem lipophilen Lipidanteil aufgebaut sind. Im Gegensatz zu den Bakterien, aus denen sie stammen, sind Endotoxine sehr hitzestabil und überstehen sogar die Sterilisation.
Im Gegensatz zu den Endotoxinen sind Ektotoxine (Exotoxine) Giftstoffe, die von Bakterien abgesondert werden.

## Wortherkunft
Der Begriff Endotoxin leitet sich vom griechischen ἔνδον = innen und τοξικόν = (Pfeil-)Gift sowie -in ab, weil ihr Entdecker Richard Pfeiffer irrtümlich annahm, sie würden aus dem Inneren der Bakterien freigesetzt werden.

## Wirkungen
Endotoxine gehören zu den Pyrogenen, das heißt, sie können bei Kontakt mit Schleimhäuten und bei Übertritt ins Blut bei Menschen und manchen Tierarten Fieber erzeugen. Außerdem aktivieren sie eine Reihe von Signalwegen von immunkompetenten Zellen, die entweder zu einer Entzündung oder zu einem programmierten Zelltod (Apoptose) dieser Zellen führen können. Sie sind schon in niedrigsten Konzentrationen (unterer pg/ml-Bereich) biologisch wirksam. Der LD50-Wert liegt bei Endotoxinen bei 200–400 µg pro Maus (im Vergleich dazu Exotoxine: LD50-Wert von 25 pg).
Endotoxine werden vorrangig bei der Zelllyse frei, aber im Gegensatz zu Enterotoxinen oder Exotoxinen nicht kontinuierlich von lebenden Bakterien ins umgebende Medium abgegeben.

## Nachweis und Bestimmung
Die derzeit empfindlichste Methode zur Messung der Endotoxine funktioniert über die Aktivierung der Gerinnungskaskade im Lysat von Amöbozyten, die aus Pfeilschwanzkrebsen (Limulus polyphemus oder Tachypleus tridentatus) isoliert wurden (sog. LAL-Test). Modernere Methoden verzichten inzwischen auf den Einsatz tierischer Komponenten und nutzen für die Endotoxinbestimmung rekombinant hergestellte Proteine, die fähig sind an die Endotoxine zu binden und gleichzeitig in der Lage sind durch Umsetzung eines Substrates ein Fluoreszenzsignal zu generieren.

## Zerstörung von Endotoxinen
Hitzebeständige Geräte werden 5 Stunden bei 200 °C gelagert, um sie von Endotoxinen zu befreien. Nicht hitzebeständige Geräte werden mit 1-molarer Natronlauge behandelt, die 15 Stunden lang einwirken soll.